# Протесты в Кении (2024)
С июня 2024 года Кения была охвачена массовыми протестами против законопроекта о повышении налогов. Демонстранты штурмовали парламент Кении, несмотря на то, что президент Уильям Рута наложил вето на законопроект. Протесты продолжались и вскоре переросли в беспорядки. Участники акций стали требовать отставки президента.

## Предыстория
Накануне протестов был выдвинут законопроект о финансах, который предусматривал:
- Введение «экологического налога» на все импортируемые товары, наносящие вред окружающей среде (гигиенические прокладки, подгузники, мотоциклы, шины, пластиковая упаковка, электронные устройства, аудиовизуальная записывающая аппаратура, радиоаппаратура и электронное оборудование).
- Введение налога на прибыль при производстве хлеба, транспортировки сахарного тростника с ферм на перерабатывающие фабрики, мобильных телефонов местной сборки, электрических велосипедов, солнечных и литий-ионных батарей и электробусов, ранее освобожденные от налогов, что предполагает введение НДС в размере 16%.
- Введение 25% акцизного налога на растительное масло, и 5% пошлины или 27 000 шиллингов за тонну на уголь (в зависимости от того, что выше).
- Увеличение сбора за содержание дорог с 18 до 25 шиллингов, включенного в стоимость литра автомобильного топлива.
- Увеличение ставки акциза до 20% на операции с финансовыми услугами, телефонными и интернет-услугами, букмекерскими услугами, на рекламу, размещенную в Интернете и в социальных сетях.

Этот законопроект о финансах является первым в серии налоговых реформ, основанных на Среднесрочной стратегии доходов (MTRS), разработанной и опубликованной Министерством национального финансов и экономического планирования в 2023 году. MTRS должна была увеличить долю косвенных налогов в ВВП с 13,5% до как минимум 20% с 2024 по 2027 год. Данные MTRS основаны на оценке Международного валютного фонда потенциала Кении по отношению 25% косвенного налога к ВВП.

## Ход событий
Первоначально недовольство ограничивалось гневными видеороликами и комментариями в социальных сетях. В мае стал популярным хэштег #RejectFinanceBill2024, который первоначально появился на TikTok, а затем распространился на X. Впоследствии он появился в Instagram и WhatsApp. Интернет-активисты пытались убедить парламентариев проголосовать против законопроекта.
18 июня начались уличные протесты, возглавляемые в основном молодыми активистами и правозащитниками. В тот день сотни кенийцев вышли на улицы столицы Найроби. Они потребовали от депутатов проголосовать против законопроекта (голосование было назначено на 20 июня во втором чтении). Акции в основном носили мирный характер. Однако, поскольку демонстрации были несанкционированными, полиция начала подавлять их, был использован слезоточивый газ, арестовано 210 человек, но на следующий день, благодаря давлению со стороны политиков, правозащитной организации Amnesty International, все они были освобождены.
Тем временем бюджетный комитет предложил ряд поправок к законопроекту, удалив из него некоторые спорные разделы. Однако это не остановило протесты. 20 июня акции прошли в 19 из 47 округов страны, включая столицу Найроби и города Момбаса, Кисуму, Элдорет и других. В тот же день по итогам голосования большинство парламентариев поддержали законопроект.
Для подавления протестов полиция применила водометы и слезоточивый газ. Также поступали сообщения об использовании боевых патронов. Несколько человек погибли. В ответ на гибель протестующих демонстранты объявили «7 дней ярости» и призвали к национальной забастовке 25 июня в знак протеста против жестокости полиции. 23 июня правительство Кении заявило, что готово к разговору с протестующими, но протестующие отклонили это предложение. На следующий день власти объявили, что дают разрешение на запланированную общенациональную акцию протеста на 25 июня.
В день забастовки многотысячная толпа прорвалась через полицейские баррикады и вошла в здание парламента. Полиция открыла огонь боевыми патронами. Протестующие подожгли часть зданий парламента.
На фоне этого стало известно, что после того, как полиция обстреляла демонстрантов боевыми патронами, для поддержания правопорядка на улицах будет задействована армия.
На следующий день президент Уильям Руто объявил, что не будет подписывать законопроект. Несмотря на это, протестное движение продолжалось. Вскоре по всей стране прошли протесты с призывом к отставке Руто.
2 июля произошли столкновения между полицией и демонстрантами в Найроби. Протестующие забаррикадировали Waiyaki Way, главную дорогу через центр Найроби, и забросали камнями силы безопасности. Сотрудники правоохранительных органов применили против них слезоточивый газ. 11 июня на государственном брифинге президент Руто распустил свой кабинет министров. На следующий день протестующие студенты снова перекрыли главную магистраль. Демонстранты обвиняли полицию в убийстве протестующих. 16 июня демонстрации с требованием отставки Руто прошли в Найроби, Момбасе, Кисуму и Элдорете. Произошли столкновения протестующих с силами безопасности.

## Жертвы
По состоянию на 21 июня более 50 человек убиты и 230 ранены.

## Международная реакция
25 июня Генеральный секретарь ООН Антониу Гутерриш призвал кенийскую полицию и силы безопасности «проявлять сдержанность», заявив, что он «глубоко обеспокоен» насилием со стороны сил безопасности. США призвали к спокойствию, в то время как 13 других стран, в том числе Канада, Германия и Великобритания, выразили «особый шок» по поводу этих событий.